# Basdahl
Basdahl (niederdeutsch Basdaal oder Basdohl) ist eine Gemeinde in der Samtgemeinde Geestequelle im niedersächsischen Landkreis Rotenburg (Wümme).

## Geografie

### Lage

Lage von Basdahl in der Samtgemeinde Geestequelle

Basdahl liegt im Zentrum des Elbe-Weser-Dreiecks, etwa vier Kilometer nördlich von Brillit, etwa zwölf Kilometer östlich von Beverstedt, sechs Kilometer südlich von Hipstedt und etwa sechs bis sieben Kilometer westlich von Spreckens, Fahrendorf und Klenkendorf. Basdahl liegt in der Samtgemeinde Geestequelle im Süden und grenzt an die Stadt Bremervörde und die Gemeinde Gnarrenburg.

### Gemeindegliederung
Die Gemeinde besteht aus den folgenden Ortsteilen:
1. Basdahl (Hauptort)
2. Oese
3. Volkmarst

## Geschichte
Vom 14. bis ins 17. Jahrhundert wurden im „Hohlen Grund“ am Steingraben in Basdahl die Landtage des Erzstifts Bremen mit dem Domkapitel, der Ritterschaft, der Städte und der Geistlichkeit des Erzstifts Bremen abgehalten. Diese Landstände weisen eine Kontinuität zur heute bestehenden Landschaft der Herzogtümer Bremen und Verden auf, die im Rahmen des Landschaftsverbandes Stade und im Auftrag des Landes Niedersachsen bis heute Träger der regionalen Kultur- und Identitätspflege im Elbe-Weser-Dreieck sind.

### Ortsname
Frühere Ortsnamen von Basdahl waren in den Jahren 1297 Bodesdal und 1549 Baßdal. Im zweiten Teil steckt klar niederdeutsch dal für „Tal“. Der erste Namensteil gleicht anderen Ortsnamen, wie 1398 Basfelde, 1537 Bachsfeldtt, 1587 Bachsfelde, 1590 Basfelt, 1715 Bassfeld; † Bassleben bei Helmstedt, 952 Bassallo, ca. 1150 Basselo; Baßberg, FlurN bei Hameln, (ca. 1470–1480) na dem Basberge mer; Basbeck bei Osten, ca. 1250 Basbeke; Balsbeke, um 1280 Bastbecke, 1347 de Basbeke; Bassenfleth bei Stade, 1255 in Bassenvlete, 1268 in Bassenfleth.
Vielleicht leitet sich der erste Teil ab aus althochdeutsch bar (*baza), lit. bãsas „barfüßig“, aksl. bosъ „barfuß“ einen Ansatz bhes- „abreiben, zerreiben, ausstreuen“, wozu auch bhoso-s „nackt“ gehört, „ursprünglich wohl bezogen auf kahlgewetzte, abgewetzte Stellen“. Das Germanische hat daran Anteil und zwar mit den Wörtern Besen als „der Feger, Kehrer“, bar „bar, blo“ und der Grundbedeutung „blank“ und Bast.
Die Namendeutung als „abgeriebene, zerriebene Stelle“ gleich „ausgeriebenes, abgetragenes Tal“, bleibt unsicher.

### Eingemeindungen
Im Zuge der Gebietsreform in Niedersachsen, die am 1. März 1974 stattfand, wurden die zuvor selbständigen Gemeinden Oese und Volkmarst in die Gemeinde Basdahl eingegliedert und zugleich die Samtgemeinde Basdahl aufgelöst.

### Einwohnerentwicklung
| Jahr | Einwohner | Quelle |
| ---- | --------- | ------ |
| 1910 | 324       | [ 4 ]  |
| 1925 | 368       | [ 5 ]  |
| 1933 | 666       | [ 5 ]  |
| 1939 | 675       | [ 5 ]  |
| 1950 | 791       | [ 6 ]  |
| 1956 | 682       | [ 6 ]  |
| 1961 | 621       | [ 7 ]  |
| 1970 | 661       | [ 7 ]  |
| 1973 | 647       | [ 8 ]  |
| 1975 | 1279 ¹    | [ 9 ]  |

| Jahr | Einwohner | Quelle |
| ---- | --------- | ------ |
| 1980 | 1295 ¹    | [ 9 ]  |
| 1985 | 1332 ¹    | [ 9 ]  |
| 1990 | 1357 ¹    | [ 9 ]  |
| 1995 | 1418 ¹    | [ 9 ]  |
| 2000 | 1511 ¹    | [ 9 ]  |
| 2005 | 1478 ¹    | [ 9 ]  |
| 2010 | 1461 ¹    | [ 9 ]  |
| 2015 | 1430 ¹    | [ 9 ]  |
| 2019 | 1369 ¹    | [ 9 ]  |
| 0    | 0         | 0      |

¹ jeweils zum 31. Dezember
|  |

## Ortsteile

### Basdahl

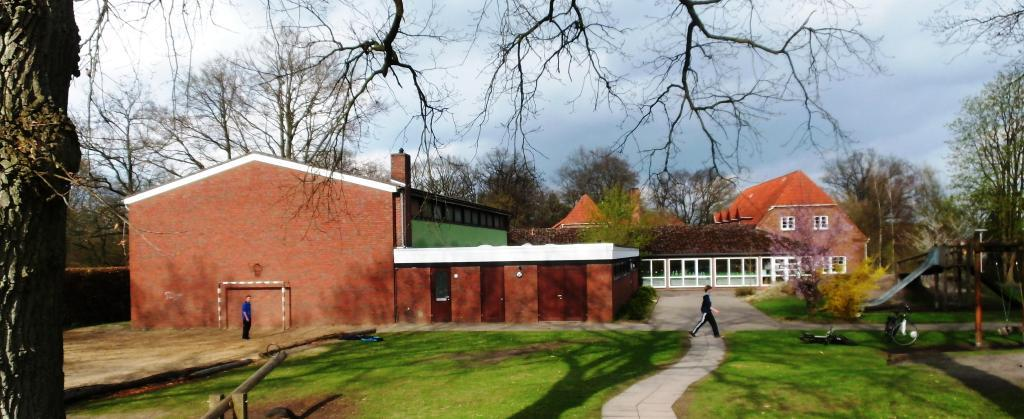
Schule in Basdahl

Im Ortsteil Basdahl, der eine Mittelpunktfunktion ausfüllt, befinden sich eine Grundschule mit Turnhalle, ein Kindergarten, zwei Bankfilialen und verschiedene Handels- und Dienstleistungsbetriebe zur Deckung des täglichen Grundbedarfs. Es gibt eine alte Legende über Basdahl. Beim Bremischen Ritterhaus befindet sich ein Stein, der etwas von der Legende erzählen soll.

### Oese
Der Ortsteil Oese ist bekannt als früherer Sitz des Adelsgeschlechts Issendorff. Das dortige Gut Poggemühlen, mit dem 1586 errichteten Herrenhaus aus Backstein mit steilem Satteldach, ist eine dreiseitig umschlossene Hofanlage mit Wassergräben und Lindenallee. Das Gut wird bewirtschaftet von Botho von Schwarzkopf und seiner Ehefrau Margarete von Schwarzkopf.
Als Sehenswürdigkeit gilt die im Jahre 1577/78 von dem Ritter Christoph von Issendorff als Patronatskirche erbaute Christophoruskirche Oese. Unmittelbar neben der Kirche entstand aus der ehemaligen Oeser Dorfschule die Freizeit- und Begegnungsstätte Oese. Hausherr ist der Kirchenkreis Bremervörde-Zeven.

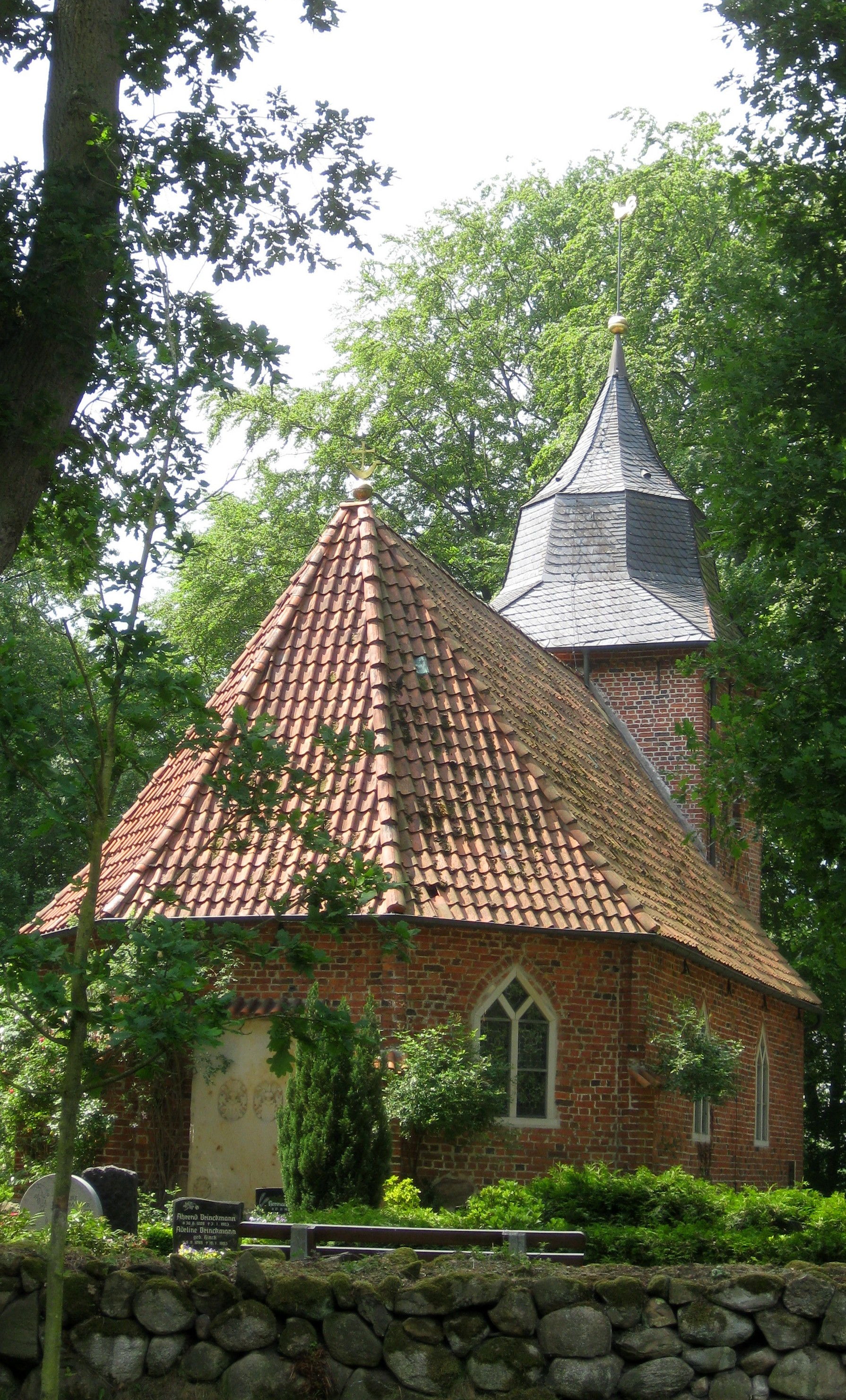
St.-Christophorus-Kirche Oese
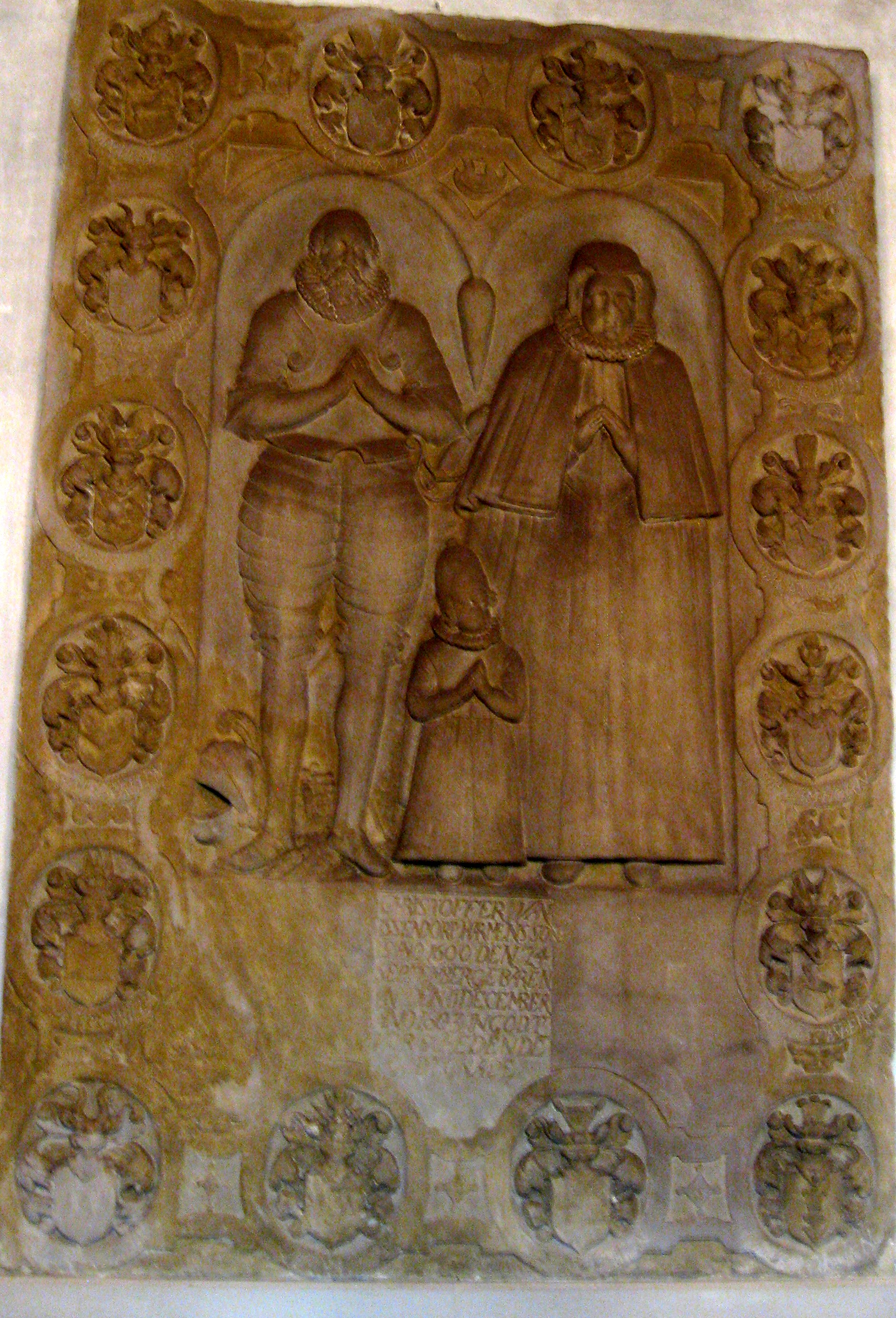
Kirchenstifter Christoffer von Issendorf mit Frau und Kind
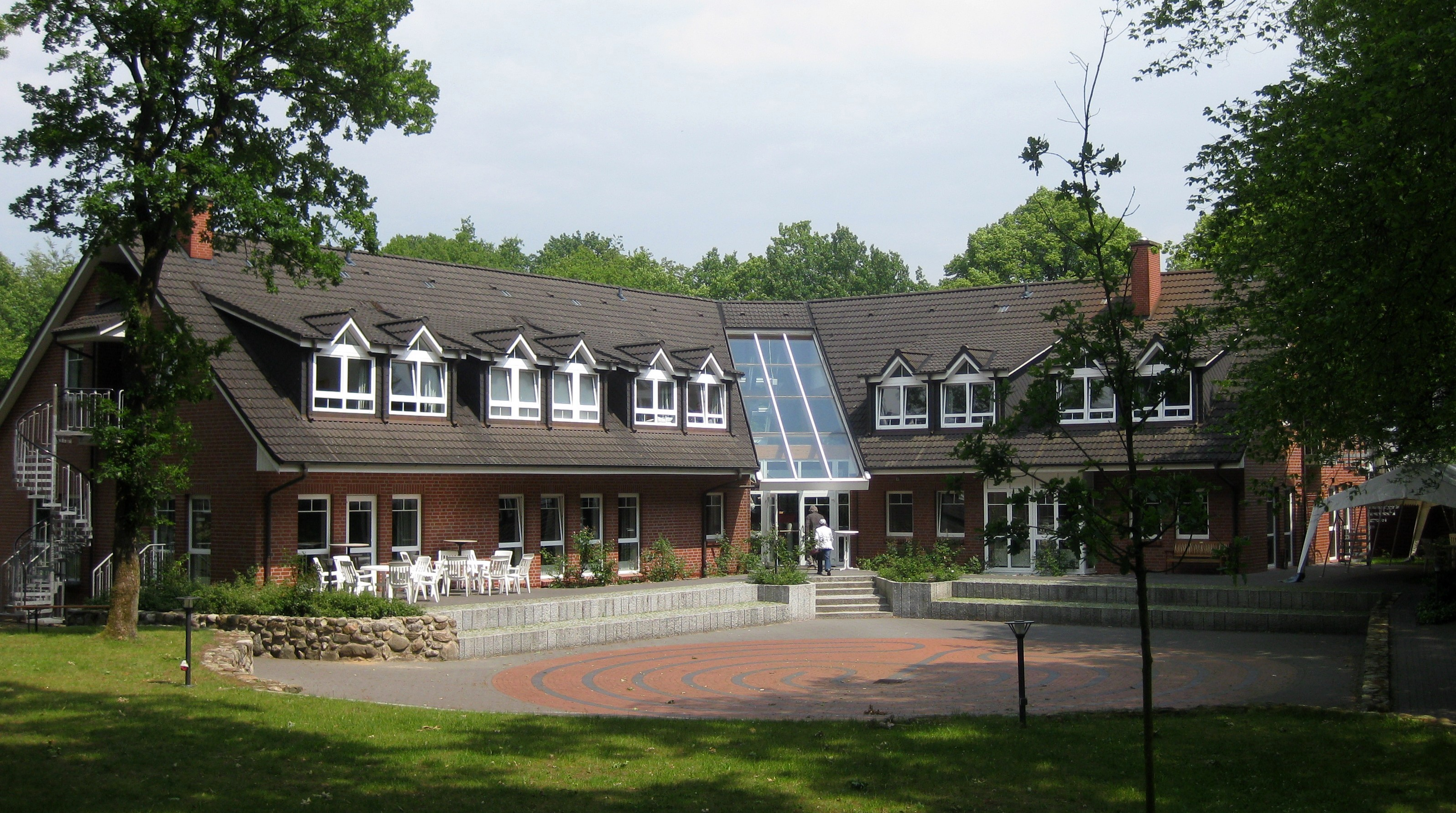
Freizeit- und Begegnungsstätte Oese (ehemalige Dorfschule)

### Volkmarst
Schon in vorgeschichtlicher Zeit hat es in der Volkmarster Gemarkung Besiedlung gegeben. Im Vörder Register um 1500 schrieb es sich Volmerstede. Vielleicht hat ein Volkmar in der Zeit der Ansiedlung als Anführer der Sippe sich entschieden, das Dorf in der Nähe des Teiches zu gründen. Heute befindet sich hier der Ortsmittelpunkt mit Freizeiteinrichtungen wie Spielplatz, Grillplatz, Dorfgemeinschaftshaus mit Schützenhalle, Feuerwehrhaus und Sportplatz.

## Politik

### Gemeinderat
Der Rat der Gemeinde Basdahl besteht aus elf Ratsfrauen und Ratsherren. Dies ist die festgelegte Anzahl für die Mitgliedsgemeinde einer Samtgemeinde mit einer Einwohnerzahl zwischen 1.001 und 2.000 Einwohnern. Die Ratsmitglieder werden durch eine Kommunalwahl für jeweils fünf Jahre gewählt. Die aktuelle Amtszeit begann am 1. November 2021 und endet am 31. Oktober 2026.
Die letzten Gemeinderatswahlen ergaben folgende Sitzverteilungen:
| Partei/Liste                        | 2021 | 2016 |
| ----------------------------------- | ---- | ---- |
| Wählergruppe Basdahl-Oese-Volkmarst | 10   | 11   |
| Bündnis 90/Die Grünen               | 1    | –    |

### Bürgermeister
Der Gemeinderat wählte das Gemeinderatsmitglied Thomas Busch (WG Basdahl-Oese-Volkmarst) zum ehrenamtlichen Bürgermeister für die aktuelle Wahlperiode. Seine Stellvertreter sind Klaus Hildebrandt (WG Basdahl-Oese-Volkmarst) und Margret Pape (WG Basdahl-Oese-Volkmarst).

### Wappen
| Wappen von Basdahl | Blasonierung: „Gespalten von Silber (Weiß) und Rot; vorne zwei schräg gekreuzte rote Schlüssel mit abgewendeten Bärten; hinten ein aufrechtes silbernes (weißes) Schwert mit goldenem (gelbem) Griff.“                                              |
| Wappen von Basdahl | Wappenbegründung: Das Wappen erinnert durch die gekreuzten Schlüssel an die jahrhundertelange Landesherrschaft des Erzstiftes Bremen bis zum Übergang an Schweden nach dem Dreißigjährigen Krieg; das Schwert gilt als Zeichen der Gerichtsbarkeit. |

### Flagge
|  | 00Hissflagge: „Die Flagge ist rot-weiß-rot im Verältnis 3:7:3 quergestreift mit dem aufgelegten Wappen in der Mitte.“ |

### Gemeindepartnerschaften
- Beetzendorf, Gemeinde im Altmarkkreis Salzwedel in Sachsen-Anhalt, seit dem 2. Oktober 1990

## Kultur und Sehenswürdigkeiten
- Wohn- und Wirtschaftsgebäude Bremervörder Straße 6 von 1803 in Fachwerk

## Verkehr
Die Bundesstraßen 71 aus Bremerhaven und 74 aus Bremen werden in Basdahl zusammengeführt und führen gemeinsam weiter nach Bremervörde. Die Station im Ortsteil Kluste wird vom Moorexpress bedient, der den Ort mit Bremen, Osterholz-Scharmbeck, Bremervörde und Stade verbindet.

## Persönlichkeiten

### Söhne und Töchter der Gemeinde
- Johann Georg Olbers (1716–1772), Theologe und Bremer Domprediger

### Personen, die in Basdahl gewirkt haben
- Otto Tetjus Tügel (1892–1973), Schriftsteller, Maler, Musiker und Kabarettist
- Kralle Krawinkel (1947–2014), Musiker und Gitarrist